# Гергел, Тобиас
Тобиас Гергел (рум. Tobias Gherghel; 1835–1883) – румынский государственный и военный деятель, политик. Генерал румынской армии. Министр обороны Соединённых княжеств Молдавии и Валахии (1867). Министр общественных работ и транспорта (1876).
Военное образование получил в Пруссии, позже служил в прусском батальоне. С 1860 года был командиром артиллерийского полка.
В военной иерархии дослужился до звания генерала. С 8 февраля по 24 мая 1867 года занимал пост министра обороны Румынии.